# Eatonton
Eatonton település az Amerikai Egyesült Államok Georgia államában, Putnam megyében, melynek megyeszékhelye is. Lakosainak száma 6307 fő (2020. április 1.).

## Népesség
A település népességének változása:

| 2010 | 6 480 |
| 2020 | 6 307 |